# Веселящий газ (фильм)
«Веселящий газ» (англ. Laughing Gas, другие названия — Busy Little Dentist / Down and Out / Laffing Gas / The Dentist / Tuning His Ivories) — короткометражный фильм Чарли Чаплина, выпущенный 9 июля 1914 года.

## Сюжет
Чарли — помощник дантиста, постоянно конфликтующий со своим маленьким коллегой и пациентами. Однажды дантист, вырвав зуб очередному пациенту, обнаруживает, что тот упал в обморок. Перепугавшись, он посылает Чарли в аптеку за лекарством, однако тот не может обойтись без приключений: он выбивает зуб прохожему и срывает платье с женщины, которая оказалась женой дантиста. Она вызывает мужа домой, чтобы рассказать о случившемся, а пациент к тому времени уже оживает и уходит. Тем временем Чарли возвращается на работу и начинает заигрывать с пациенткой. Вскоре здесь появляется человек, которому Чарли выбил зуб. Начинается драка.

## В ролях
- Чарли Чаплин — помощник дантиста
- Фриц Шаде — дантист
- Алиса Хауэл — его жена
- Джозеф Сазерленд — маленький ассистент
- Мак Суэйн — пациент
- Слим Саммервилл — пешеход • пациент
- Джозеф Свикард — пациент